# Södra Kärrlången
Södra Kärrlången este o arie protejată (arie specială de conservare — SAC, sit de importanță comunitară — SCI, arie de protecție specială avifaunistică — SPA) din Suedia întinsă pe o suprafață de 101,4 ha, integral pe uscat.

## Localizare
Centrul sitului Södra Kärrlången este situat la coordonatele 59°17′20″N 17°08′53″E / 59.289°N 17.148°E.

## Înființare
Situl Södra Kärrlången a fost declarat sit de importanță comunitară în ianuarie 1998 pentru a proteja 1 specie de plante și 4 specii de animale. Alte tipuri de protecție:
- arie de protecție specială avifaunistică (în iulie 2000)[2]
- arie specială de conservare (în martie 2011)[1][3][4]

## Biodiversitate
Situată în ecoregiunea boreală, aria protejată conține 3 habitate naturale: Mlaștini împădurite, Lacuri eutrofice naturale cu vegetație de tip Magnopotamion sau Hydrocharition, Mlaștini turboase de tranziție și turbării mișcătoare.
La baza desemnării sitului se află mai multe specii protejate:
- plante (1): Najas flexilis
- păsări (3): erete de stuf (Circus aeruginosus), lebădă de iarnă (Cygnus cygnus), corcodel-urechiat (Podiceps auritus)
- nevertebrate (1): libelule (Leucorrhinia pectoralis)